# جي بي إيبانيس-فان بيتيجم
جي بي إيبانيس-فان بيتيجم (بالإنجليزية: Grand Prix Impanis-Van Petegem)‏ هو سباق دراجات هوائية،  من صنف سباق يوم واحد ‏،  يُقام في سبتمبر من كل عام،  وقد أُقيم أول موسم منه في 2011 في بلجيكا.

## قائمة الفائزين
| السنة | الفائز | الثاني | الثالث |
| ----- | ------ | ------ | ------ |

### 2000 إلى الوقت الحاضر
| السنة | الفائز              | الثاني            | الثالث               |
| ----- | ------------------- | ----------------- | -------------------- |
| 2011  | Sander Cordeel ‏     | Maarten Craeghs ‏  | كيريل بوزدنياكوف     |
| 2012  | أندريه جريبيل       | Kevyn Ista ‏       | كيفن بيترز           |
| 2013  | سيب فانمارك         | بيتر وينينج       | جيروم بوغنيز         |
| 2014  | جريج فان أفرمت      | توش فان دير ساندي | ميخال غولاش          |
| 2015  | شون دي بي           | ديميتري كلايس     | Floris Gerts ‏        |
| 2016  | فرناندو جافيريا     | تيموثي دوبونت     | ماكسيميليانو ريتشيزي |
| 2017  | ماتيو ترينتين       | جيمبي دراكر       | أندريه جريبيل        |
| 2018  | Taco van der Hoorn ‏ | هووب دين          | فريدريك فريزون       |
| 2019  | إدوارد ثيونس        | باسكال أكرمان     | جاسبر دي بويست       |
| 2021  | فلوريان سينيشال     | توش فان دير ساندي | جاسبر ستوفين         |
| 2022  | Jordi Meeus ‏        | ارنو ديمار        | ماكس كانتر           |
| 2023  | ماثيو فان دير بيل   | أنتوني تورجيس     | Florian Vermeersch ‏  |
| 2024  | فيليبو بارونسيني    | ريك بلومرز ‏       | روي أوليفيرا         |

## وصلات خارجية
- الموقع الرسمي
- لمحة عن سباق جي بي إيبانيس-فان بيتيجم على موقع  ProCyclingStats   (برو  سايكلنج  ستاتس) - إحصاءات  محترفي  الدراجات.

- جي بي إيبانيس-فان بيتيجم على موقع إحصائيات الدراجات الإحترافية (الإنجليزية)